# Třída Koningin Regentes
Třída Koningin Regentes byla třída pobřežních bitevních lodí nizozemského královského námořnictva. Celkem byly postaveny tři jednotky této třídy. V prvoliniové službě byly v letech 1901–1926. Hertog Hendrik byl za druhé světové války Němci využíván jako plovoucí baterie. V letech 1947–1968 byl využíván jako plovoucí kasárna.

## Stavba
Plavidla postavily nizozemské loděnice Rijkswerf v Amsterdamu a Fijenoord v Schiedamu. Do služby byly přijaty v letech 1901–1904.
Jednotky třídy Koningin Regentes:
| Jméno             | Loděnice  | Založení kýlu | Spuštěna       | Vstup do služby | Osud |
| ----------------- | --------- | ------------- | -------------- | --------------- | --- |
| Koningin Regentes | Rijkswerf | 1898          | 24. dubna 1900 | 9. srpna 1901   | Vyřazena 1920. |
| De Ruyter         | Fijenoord | 1900          | 28. září 1901  | 29. října 1902  | Vyřazena 1923. |
| Hertog Hendrik    | Rijkswerf | 1900          | 7. června 1902 | 5. ledna 1904   | Od roku 1926 cvičná loď, od roku 1940 plovoucí baterie Vliereede, 14. května 1940 zajata Němci, plovoucí baterie Ariadne, po válce sloužila do roku 1968 jako plovoucí kasárna. |

## Konstrukce

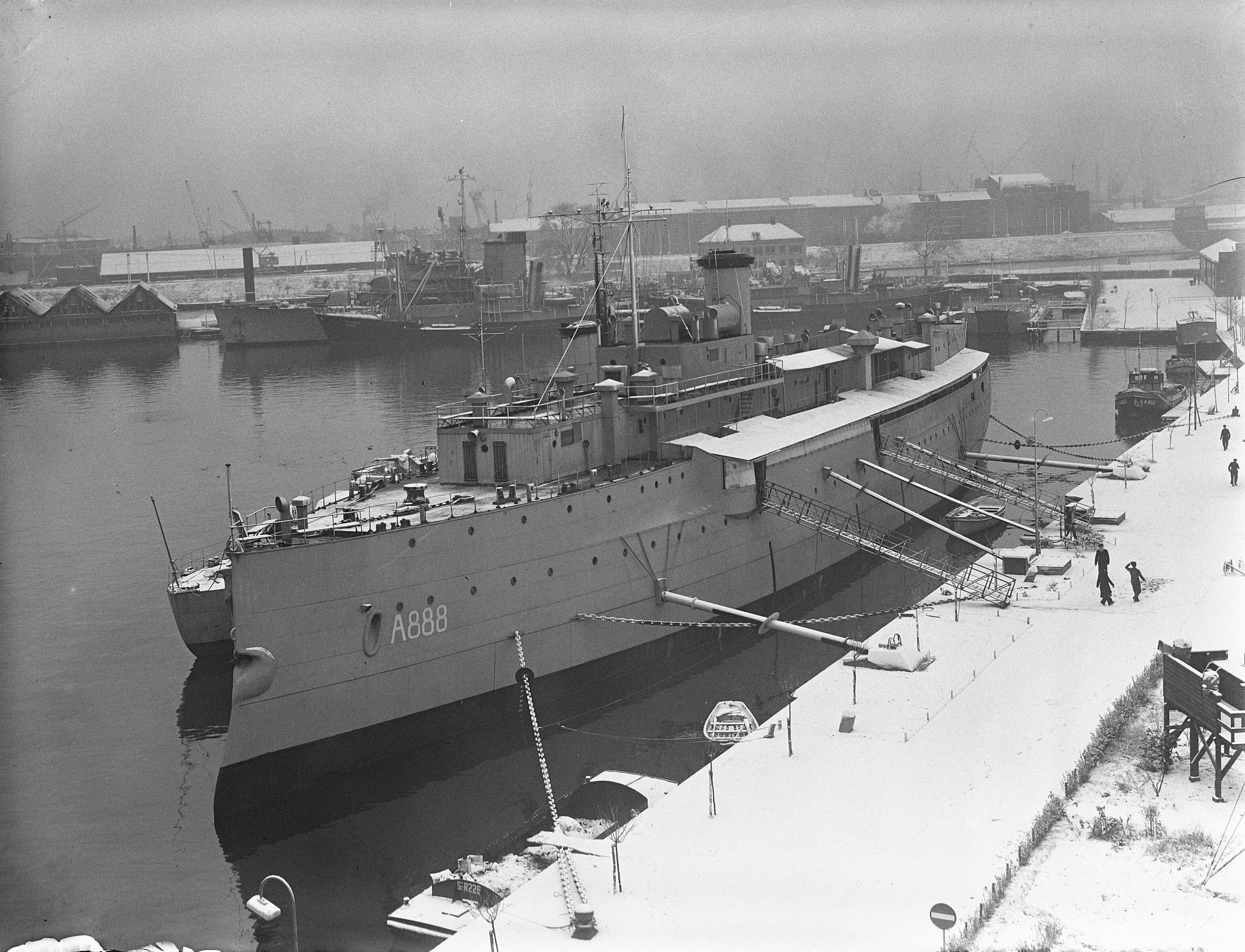
Hertog Hendrik jako plovoucí kasárna

Výzbroj tvořily dva 238mm kanóny v jednodělových věžích, čtyři 150mm kanóny, osm 75mm kanónů, čtyři 37mm kanóny a tři 450mm torpédomety. Pohonný systém tvořilo osm kotlů Yarrow a dva parní stroje o výkonu 6500 hp, pohánějící dva lodní šrouby. Nejvyšší rychlost dosahovala 16,5 uzlu. Dosah byl 4000 námořních mil při rychlosti 10 uzlů.

### Modifikace
Hertog Hendrik byl roku 1926 přestavěn na cvičnou loď. Zadní věž byla odstraněna, stejně jako polovina 75mm kanónů a všechny 37mm kanóny. Plavidlo naopak mohlo nést dva hydroplány Fairey IIID.